# Jiménez del Teul
Jiménez del Teul là một đô thị thuộc bang Zacatecas, México. Năm 2005, dân số của đô thị này là 4855 người.